# كريستين إرنست
كريستين إرنست (بالإنجليزية: Christine Ernst)‏ هي مجدفة أمريكية، ولدت في القرن العشرين.

## وصلات خارجية
- كريستين إرنست على موقع الاتحاد الدولي للتجديف (الإنجليزية)